# Fábrica Vieja
Fábrica Vieja är en ort i Mexiko.   Den ligger i kommunen Ayutla de los Libres och delstaten Guerrero, i den södra delen av landet, 290 km söder om huvudstaden Mexico City. Fábrica Vieja ligger 464 meter över havet och antalet invånare är 116.
Terrängen runt Fábrica Vieja är huvudsakligen kuperad, men åt sydväst är den platt. Runt Fábrica Vieja är det glesbefolkat, med 19 invånare per kvadratkilometer. Närmaste större samhälle är Ahuacachahue, 3,8 km väster om Fábrica Vieja. Omgivningarna runt Fábrica Vieja är en mosaik av jordbruksmark och naturlig växtlighet.